# Battaglia di Enofita
La battaglia di Enofita ebbe luogo nel 457 a.C. tra Atene e le polis della Beozia durante una serie di scontri spesso chiamata prima guerra del Peloponneso.

## Antefatto
L'intervallo tra le guerre persiane e la guerra del Peloponneso fu caratterizzato dallo scontro tra varie leghe e alleanze, che diede origine a vari conflitti spesso chiamati prima guerra del Peloponneso. Nel 457 a.C. Atene, a capo della lega delio-attica, entrò in un conflitto con Corinto e Sparta per Megara; in primavera gli Ateniesi furono gravemente sconfitti a Tanagra dagli Spartani, che però subirono perdite tali da impedire loro di sfruttare la vittoria.

## Battaglia
Nei mesi successivi gli Ateniesi si riorganizzarono e mandarono in Beozia un poderoso esercito guidato dall'abile stratego Mironide, che scelse i soldati necessari e partì per la Beozia il giorno che aveva annunciato anche se alcuni non erano presenti, dato che pensava che questi fossero dei vili e che quindi dei cattivi soldati. Lo scontro avvenne ad Enofita sessantadue giorni dopo Tanagra e in esso gli Ateniesi sconfissero le forze delle città beotiche alleate di Tebe, di gran lunga più numerose.
Nell'antichità lo storico Diodoro Siculo lamentava il fatto che gli storici non abbiano tramandato alcuna notizia né circa gli schieramenti né circa le fasi di uno scontro così famoso, ma in realtà lo storico Polieno narra per esteso lo svolgimento dello scontro: Mironide fece avanzare prima l'ala sinistra e, dopo averne guidato per un po' la carica, si spostò sull'ala destra affermando che l'ala sinistra stava vincendo; questa notizia diede grande coraggio agli Ateniesi e spaventò i Beoti, che si ritirarono.
La narrazione di Diodoro sembra descrivere due volte la battaglia (XI, 82 e XI, 83), ma gli studiosi tendono a pensare che la seconda descrizione sia un duplicato della precedente inserito per sbaglio da Diodoro.
Nella seconda descrizione Diodoro afferma che la battaglia fu molto combattuta e che gli Ateniesi riuscirono a stento a vincere dopo un'intera giornata di scontro; il fatto che la battaglia fosse equilibrata è sottolineato anche da Frontino, mentre la durata dello scontro viene addirittura allungata da Platone, secondo il quale si combatté per ben due giorni.

## Conseguenze
Dopo la battaglia gli Ateniesi rasero al suolo le mura di Tanagra, saccheggiarono la Beozia (Mironide distribuì tra i suoi soldati consistenti bottini), presero cento ostaggi in Locride Opunzia, sottomisero la Focide e arrivarono fino in Tessaglia, dove la resistenza di Farsalo spinse Mironide a decidere di riportare in patria l'esercito. La vittoria conseguita ad Enofita consentì agli Ateniesi di sconfiggere anche Egina nel corso di quell'anno e di completare la costruzione delle Lunghe Mura che correvano da Atene al porto del Pireo, fortemente osteggiata da Sparta. La Beozia rimase sotto il controllo ateniese fino alla sconfitta di Atene nella battaglia di Coronea (447 a.C.).
La vittoria di Enofita secondo lo storico Diodoro Siculo fu importantissima, almeno quanto le vittorie di Maratona e di Platea, dato che gli Ateniesi la conseguirono scontrandosi da soli coi valorosissimi Beoti; Diodoro quindi paragona Mironide a Temistocle, Milziade e Cimone.